# 森和朗
森 和朗 （もり かずろう、1937年-2019年）は、元NHKチーフ・ディレクターで、文筆家。日本大学芸術学部文芸学科講師。
1937年、愛知県名古屋市生まれ。1960年名古屋大学経済学部卒業。日本放送協会で「NC9(ニュースセンター9時)」、「ニュース展望」、「NHKジャーナル」など報道番組の制作を担当。国際局チーフ・ディレクターを経て、日本大学芸術学部文芸学科講師。

## 著書
- 1988年 たそがれのキッチュ日本 憲法九条に酔い痴れた日本人 （かや書房）
- 1990年 マルクスと悪霊 （勁草出版サービスセンター）
- 1993年 ドストエフスキー闇からの啓示 （中央公論社）
- 1996年 虚仮の島 （近代文芸社）
- 1999年 仮象の迷界 情報によるブラックホール （Ｄ文学研究会）
- 2002年 神と科学と無 ヨーロッパ哲学を検死する （鳥影社）
- 2002年 吸金鬼ドルキュラの断末魔 マスメディア経済記事の虚と実 （本の風景社）
- 2004年 自我と仮象 第1部 （鳥影社）
- 2006年 自我と仮象 第2部 （鳥影社）
- 2007年 自我と仮象 第3部 （鳥影社）